# Liste der Kulturdenkmale in Stammheim

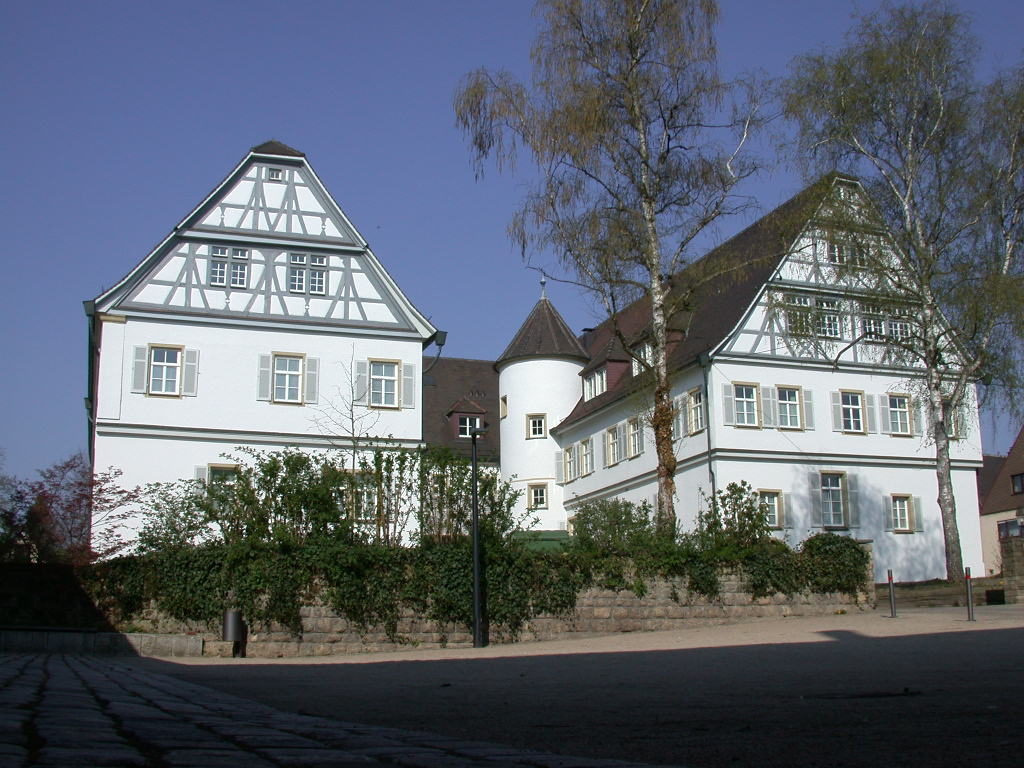
Stammheimer Schloss

In der Liste der Kulturdenkmale in Stammheim sind alle unbeweglichen Bau- und Kunstdenkmale in Stammheim aufgelistet, die in der Liste der Kulturdenkmale. Unbewegliche Bau- und Kunstdenkmale der Unteren Denkmalschutzbehörde für diesen Stadtbezirk Stuttgarts verzeichnet sind. Stand dieser Liste ist der 25. April 2008.
Diese Liste ist nicht rechtsverbindlich. Eine rechtsverbindliche Auskunft ist lediglich auf Anfrage bei der Unteren Denkmalschutzbehörde der Stadt Stuttgart erhältlich.

## Allgemein
- Bild: Zeigt ein ausgewähltes Bild aus Commons, „Weitere Bilder“ verweist auf die Bilder im Medienarchiv Wikimedia Commons.
- Bezeichnung: Nennt den Namen, die Bezeichnung oder die Art des Kulturdenkmals.
- Lage: Straßenname und Hausnummer oder Flurstücknummer des Kulturdenkmals, gegebenenfalls auch den Ortsteil. Die Grundsortierung der Liste erfolgt nach dieser Adresse. Der Link (Karte) führt zu verschiedenen Kartendiensten mit der Position des Kulturdenkmals. Fehlt dieser Link, wurden die Koordinaten noch nicht eingetragen. Sind diese bekannt, können sie über ein Tool mit einer Kartenansicht einfach nachgetragen werden. In dieser Kartenansicht sind Kulturdenkmale ohne Koordinaten mit einem roten bzw. orangen Marker dargestellt und können durch Verschieben auf die richtige Position in der Karte mit Koordinaten versehen werden. Kulturdenkmale ohne Bild sind an einem blauen bzw. roten Marker erkennbar.
- Datierung: Baubeginn, Fertigstellung, Datum der Erstnennung oder grobe zeitliche Einordnung entsprechend des Eintrags in der zuständigen Denkmaldatenbank (Landesamt für Denkmalpflege Baden-Württemberg).
- Beschreibung: Kurzcharakteristik des Kulturdenkmals.

## Kulturdenkmale im Stadtbezirk Stammheim

### Stammheim-Mitte
| Bild           | Bezeichnung                                                                                    | Lage                                               | Datierung                                  | Beschreibung                                                           | ID |
| -------------- | ---------------------------------------------------------------------------------------------- | -------------------------------------------------- | ------------------------------------------ | ---------------------------------------------------------------------- | -- |
|                | Ehemaliges Bauernhaus, Fachwerkhaus (Sachgesamtheit)                                           | Asperger Str. 6, Möglinger Str. 1 (Karte)          | 1600–1700                                  | Barock Geschützt nach § 2 DSchG                                        |    |
|                | Ehemaliger Fruchtkasten/Schlossscheuer                                                         | Korntaler Str. 1 A (Karte)                         | 1785                                       | Barock Geschützt nach § 2 DSchG                                        |    |
|                | Evangelisches Pfarrhaus                                                                        | Korntaler Str. 2 (Karte)                           | 1500–1600                                  | Gotik – Spätgotik Geschützt nach § 2 DSchG                             |    |
| Weitere Bilder | Evangelische Johanneskirche                                                                    | Korntaler Str. 4 (Karte)                           | 1487, 1522, 1953–1954                      | Gotik – Spätgotik, Meister A., Zoller Walter Geschützt nach § 12 DSchG |    |
|                | Ehemaliges Handwerkerhaus, sogenanntes Schwilkenlehen                                          | Kornwestheimer Str. 16, 18 (Karte)                 | 1500–1700                                  | Barock Geschützt nach § 2 DSchG                                        |    |
|                | Stammheimer Schloss und ehemalige Schlossscheuer (Sachgesamtheit)                              | Kornwestheimer Str. 21, Korntaler Str. 1 A (Karte) | 1100–1200, 1579–1581, 1978–1979, 2001–2002 | Renaissance, Barock, Heinrich Schickhardt Geschützt nach § 2 DSchG     |    |
|                | Altes Schulhaus                                                                                | Kornwestheimer Str. 9 (Karte)                      | 1700–1800                                  | Barock Geschützt nach § 2 DSchG                                        |    |
|                | 20 ehemalige und heutige Gemeindegrenzsteine zwischen Stammheim und Korntal-Münchingen         | Ohne Adresse                                       | Teilweise mit Datierung                    | Geschützt nach § 2 DSchG                                               |    |
|                | Ehemaliger Gemeindegrenzstein zwischen Zuffenhausen und Stammheim (nicht Ursprungs-Standort)   | Ohne Adresse                                       |                                            | Geschützt nach § 2 DSchG                                               |    |
|                | Ehemaliger Gemeindegrenzstein zwischen Zuffenhausen und Stammheim                              | Ohne Adresse                                       |                                            | Geschützt nach § 2 DSchG                                               |    |
|                | Ehemaliger Gemeindegrenzstein zwischen Zuffenhausen und Stammheim                              | Ohne Adresse                                       |                                            | Geschützt nach § 2 DSchG                                               |    |
|                | Ehemaliger Gemeindegrenzstein (heute Gemarkungsgrenzstein) zwischen Zuffenhausen und Stammheim | Ohne Adresse                                       |                                            | Geschützt nach § 2 DSchG                                               |    |

### Stammheim-Süd
| Bild | Bezeichnung                                                                           | Lage                                               | Datierung                   | Beschreibung                         | ID |
| ---- | ------------------------------------------------------------------------------------- | -------------------------------------------------- | --------------------------- | ------------------------------------ | -- |
|      | Wasserwerk Stammheim                                                                  | Gemarkung Winterhalde, Flst.Nr. 922, 922/1 (Karte) | 1900–1901                   | Historismus Geschützt nach § 2 DSchG |    |
|      | 8 ehemalige und heutige Gemeindegrenzsteine zwischen Stammheim und Korntal-Münchingen | Ohne Adresse                                       | ein paar mit Datierung 1771 | Geschützt nach § 2 DSchG             |    |
|      | Ehemaliger Gemeindegrenzstein zwischen Zuffenhausen und Stammheim                     | Ohne Adresse                                       |                             | Geschützt nach § 2 DSchG             |    |